# Rallye Katalonien 2007
Die 43. Rallye Katalonien (auch Rallye Spanien / Katalonien genannt) war der zwölfte von 16 FIA-Weltmeisterschaftsläufen 2007. Die Rallye bestand aus 18 Wertungsprüfungen und wurde zwischen dem 5. und dem 7. Oktober ausgetragen.

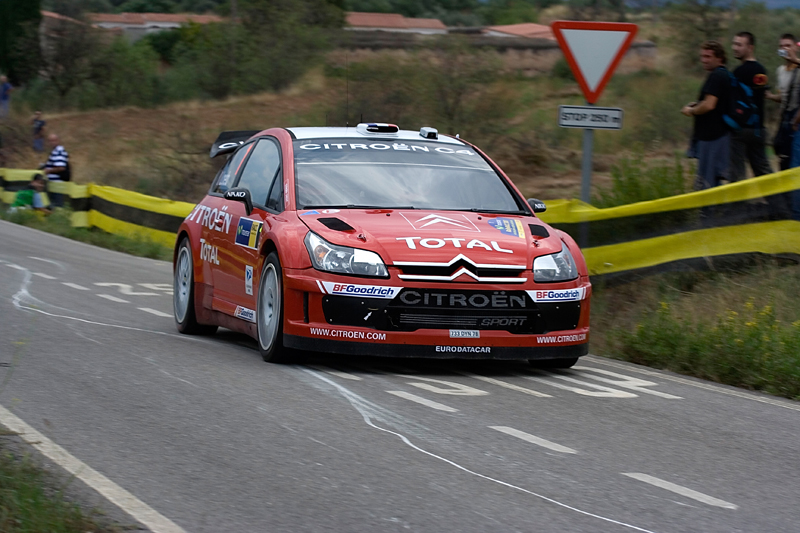
Sébastien Loeb und Daniel Elena im Citroën C4 WRC bei der Rallye Katalonien 2007.

## Bericht
Sébastien Loeb (Citroën) hatte die Führung im Gesamtklassement bereits am Freitagabend übernommen vor Teamkollege Dani Sordo mit einem Vorsprung von 13,8 Sekunden. Der Führende in der Fahrer-Weltmeisterschaft Marcus Grönholm (Ford) wurde mit einem Rückstand von 44,2 Sekunden auf Loeb Dritter. Damit konnte Loeb in der Fahrerwertung seinen Rückstand auf Grönholm bis auf sechs Punkte verkürzen. Die Vorentscheidung fiel am Freitagabend in der sechsten Wertungsprüfung. Mit Beginn der Prüfung zog ein starkes Gewitter über das Gelände. Grönholm verlor eine halbe Minute auf das Citroën-Duo bei heftigem Regen. Mit einem Rückstand von insgesamt über 50 Sekunden beendete er den Freitag. Den Rückstand konnte Grönholm nicht mehr aufholen, obwohl er am Samstag und Sonntag der schnellste Fahrer war in der Rallye.

## Klassifikationen

### Endresultat
| Pos.   | Fahrer               | Beifahrer         | Auto               | Zeit      | Rückstand | Punkte |
| WRC    | WRC                  | WRC               | WRC                | WRC       | WRC       | WRC    |
| ------ | -------------------- | ----------------- | ------------------ | --------- | --------- | ------ |
| 1      | Sébastien Loeb       | Daniel Elena      | Citroën C4 WRC     | 3:22:50.5 | 00:00.0   | 10     |
| 2      | Daniel Sordo         | Marc Marti        | Citroën C4 WRC     | 3:23:04.3 | 00:13.8   | 8      |
| 3      | Marcus Grönholm      | Timo Rautiainen   | Ford Focus RS WRC  | 3:28:46.6 | 00:39.8   | 6      |
| 4      | Mikko Hirvonen       | Jarmo Lehtinen    | Ford Focus RS WRC  | 3:23:30.3 | 01:25.8   | 5      |
| 5      | François Duval       | Patrick Pivato    | Citroën Xsara WRC  | 3:24:16.3 | 02:28.7   | 4      |
| 6      | Petter Solberg       | Phil Mills        | Subaru Impreza WRC | 3:25:19.2 | 02:54.1   | 3      |
| 7      | Jari-Matti Latvala   | Miikka Antilla    | Ford Focus RS WRC  | 3:25:44.6 | 03:38.2   | 2      |
| 8      | Chris Atkinson       | Stéphane Prévot   | Subaru Impreza WRC | 3:26:28.7 | 04:22.4   | 1      |
| JWRC   |                      |                   |                    |           |           |        |
| 1 (15) | Per-Gunnar Andersson | Jonas Andersson   | Suzuki Swift S1600 | 3:44:24.5 | 21:34.0   | 10     |
| 2 (17) | Martin Prokop        | Jan Tománek       | Citroën C2 S1600   | 3:44:58.4 | 22:07.9   | 8      |
| 3 (18) | Urmo Aava            | Kuldar Sikk       | Suzuki Swift S1600 | 3:45:04.4 | 22:13.9   | 6      |
| 4 (22) | Jozef Béreš jun.     | Petr Starý        | Renault Clio S1600 | 3:48:03.9 | 25:13.4   | 5      |
| 5 (24) | Conrad Rautenbach    | David Senior      | Citroën C2 S1600   | 3:49:24.3 | 26:33.8   | 4      |
| 6 (26) | Jaan Mölder jr.      | Katrin Becker     | Suzuki Swift S1600 | 3:53:24.0 | 30:33.5   | 3      |
| 7 (30) | Aaron Burkart        | Michael Kölbach   | Citroën C2 S1600   | 3:55:04.1 | 32:13.6   | 2      |
| 8 (32) | Yoann Bonato         | Benjamin Boulloud | Citroën C2 R2      | 3:57:03.4 | 34:12.9   | 1      |

### Wertungsprüfungen
| Tag                                      | WP                                       | WP Name               | Länge    | Start MEZ                      | Fahrer                           | Auto              | Zeit       | Ø km/h     | Leader          |
| ---------------------------------------- | ---------------------------------------- | --------------------- | -------- | ------------------------------ | -------------------------------- | ----------------- | ---------- | ---------- | --------------- |
| Tag 1 5. Okt.                            | WP1                                      | Querol 1              | 25,43 km | 08:21                          | Marcus Grönholm                  | Ford Focus RS WRC | 13:57.1    | 109,4 km/h | Marcus Grönholm |
| Tag 1 5. Okt.                            | WP2                                      | El Montmell 1         | 24,14 km | 09:09                          | Sébastien Loeb                   | Citroën C4 WRC    | 12:56.4    | 111,9 km/h | Sébastien Loeb  |
| Tag 1 5. Okt.                            | Service PortAventura 10:55 Uhr (30 Min.) |                       |          |                                |                                  |                   |            |            | Sébastien Loeb  |
| Tag 1 5. Okt.                            | WP3                                      | Querol 2              | 25,43 km | 12:46                          | François Duval                   | Citroën Xsara WRC | 13:48.5    | 110,5 km/h | Sébastien Loeb  |
| Tag 1 5. Okt.                            | WP4                                      | El Montmell 2         | 24,14 km | 13:34                          | Dani Sordo                       | Citroën C4 WRC    | 12:31.4    | 115,7 km/h | Dani Sordo      |
| Tag 1 5. Okt.                            | Service PortAventura 15:20 Uhr (30 Min.) |                       |          |                                |                                  |                   |            |            | Dani Sordo      |
| Tag 1 5. Okt.                            | WP5                                      | El Lloar - La Figuera | 22,43 km | 16:48                          | Mikko Hirvonen                   | Ford Focus RS WRC | 12:27.7    | 108,0 km/h | Dani Sordo      |
| Tag 1 5. Okt.                            | WP6                                      | Pratdip               | 26,48 km | 18:00                          | Sébastien Loeb                   | Citroën C4 WRC    | 16:16.7    | 97,6 km/h  | Sébastien Loeb  |
| Tag 1 5. Okt.                            | Service PortAventura 19:20 Uhr (45 Min.) |                       |          |                                |                                  |                   |            |            | Sébastien Loeb  |
| Tag 2 6. Okt.                            |                                          |                       |          |                                |                                  |                   |            |            | Sébastien Loeb  |
| Service PortAventura 08:00 Uhr (10 Min.) |                                          |                       |          |                                |                                  |                   |            |            | Sébastien Loeb  |
| WP7                                      | Villaplana 1                             | 13,29 km              | 08:43    | Marcus Grönholm                | Ford Focus RS WRC                | 07:54.4           | 100,9 km/h |            | Sébastien Loeb  |
| WP8                                      | Coll del Grau 1                          | 26,33 km              | 09:37    | Sébastien Loeb                 | Citroën C4 WRC                   | 13:59.5           | 112,9 km/h |            | Sébastien Loeb  |
| WP9                                      | Margalef – La Palma 1                    | 15,85 km              | 10:16    | Marcus Grönholm                | Ford Focus RS WRC                | 09:45.8           | 97,4 km/h  |            | Sébastien Loeb  |
| WP10                                     | La Serra d'Almos 1                       | 4,11 km               | 11:21    | Dani Sordo                     | Citroën C4 WRC                   | 02:38.3           | 93,5 km/h  |            | Sébastien Loeb  |
| Service PortAventura 12:19 Uhr (30 Min.) |                                          |                       |          |                                |                                  |                   |            |            | Sébastien Loeb  |
| WP11                                     | Villaplana 2                             | 13,29 km              | 13:22    | Marcus Grönholm                | Ford Focus RS WRC                | 07:44.1           | 103,1 km/h |            | Sébastien Loeb  |
| WP12                                     | Coll del Grau 2                          | 26,33 km              | 14:16    | Dani Sordo                     | Citroën C4 WRC                   | 13:59.0           | 113,0 km/h |            | Sébastien Loeb  |
| WP13                                     | Margalef – La Palma 2                    | 15,85 km              | 14:55    | Sébastien Loeb                 | Citroën C4 WRC                   | 09:38.8           | 98,6 km/h  |            | Sébastien Loeb  |
| WP14                                     | La Serra d'Almos 2                       | 4,11 km               | 16:00    | Marcus Grönholm                | Ford Focus RS WRC                | 02:37.7           | 93,8 km/h  |            | Sébastien Loeb  |
| Service PortAventura 17:03 Uhr (45 Min.) |                                          |                       |          |                                |                                  |                   |            |            | Sébastien Loeb  |
| Tag 3 7. Okt.                            |                                          |                       |          |                                |                                  |                   |            |            | Sébastien Loeb  |
| Service PortAventura 07:30 Uhr (10 Min.) |                                          |                       |          |                                |                                  |                   |            |            | Sébastien Loeb  |
| WP15                                     | Riudecanyes 1                            | 16,32 km              | 08:15    | Marcus Grönholm Sébastien Loeb | Ford Focus RS WRC Citroën C4 WRC | 10:19.2           | 94,9 km/h  |            | Sébastien Loeb  |
| WP16                                     | Colldejou 1                              | 26,51 km              | 09:16    | Dani Sordo                     | Citroën C4 WRC                   | 15:38.7           | 101,7 km/h |            | Sébastien Loeb  |
| Service PortAventura 10:54 Uhr (30 Min.) |                                          |                       |          |                                |                                  |                   |            |            | Sébastien Loeb  |
| WP17                                     | Riudecanyes 2                            | 16,32 km              | 11:59    | Marcus Grönholm                | Ford Focus RS WRC                | 10:15.1           | 95,5 km/h  |            | Sébastien Loeb  |
| WP18                                     | Colldejou 2                              | 26,51 km              | 13:00    | Marcus Grönholm                | Ford Focus RS WRC                | 15:39.9           | 101,5 km/h |            | Sébastien Loeb  |

Quelle:

### Gewinner Wertungsprüfungen
| WP                          | Anzahl | Fahrer          | Auto              |
| --------------------------- | ------ | --------------- | ----------------- |
| 1, 7, 9, 11, 14, 15, 17, 18 | 8      | Marcus Grönholm | Ford Focus RS WRC |
| 2, 6, 8, 13, 15             | 5      | Sébastien Loeb  | Citroën C4 WRC    |
| 4, 10, 12, 16               | 4      | Dani Sordo      | Citroën C4 WRC    |
| 3                           | 1      | François Duval  | Citroën Xsara WRC |
| 5                           | 1      | Mikko Hirvonen  | Ford Focus RS WRC |

### Fahrer-WM nach der Rallye
| Pos. | Fahrer          | Punkte |
| ---- | --------------- | ------ |
| 1    | Marcus Grönholm | 96     |
| 2    | Sébastien Loeb  | 90     |
| 3    | Mikko Hirvonen  | 74     |
| 4    | Dani Sordo      | 39     |
| 5    | Petter Solberg  | 34     |

### Team-Weltmeisterschaft
| Pos. | Team               | Punkte |
| ---- | ------------------ | ------ |
| 1    | Ford WRT           | 170    |
| 2    | Citroën WRT        | 131    |
| 3    | Subaru WRT         | 64     |
| 4    | Stobart Ford WRT   | 57     |
| 5    | Kronos Citroën WRT | 39     |